# Професионален говор
Професионалният говор или също професионалният диалект (професиолект) е вид социален диалект. Той се създава за нуждите на практикуващите дадена професия или занаят. Всяка професия има свой професионален диалект. Неговият речников състав представлява надграждане на основния речник на литературния език или местния териториален диалект със специална професионална терминология. Това могат да бъдат например думи, назоваващи използваните инструменти, машини или материали, за части от произвежданите стоки, понятия, свързани с организацията на труда и др. Понякога тази терминология може да се възприеме и в литературния език, но въпреки това професионалните диалекти си остават със значително по-богат речник (в областта на конкретните термини). Така например в говора на българските дърводелци има думи за 9 вида триони (расѐчка, зарѐска, шва̀йцик, пасва̀тел, фу̀кшванц, свла̀кофка, чѐпофка, злодѐйка и на̀пречник). Обущарите притежават наименования за всяка част на обувката (бомбѐ, маскарѐ, юс, фтѐрна, ко̀барак, филѐ, езѝк, форт, таба̀н, ва̀рдало, гьон, флек, подмѐтка, ток, капа̀к, долмакъ̀к, хаста̀р, форма̀ла, стѐлка).